# Stampida
Stampida in PortAventura (Salou, Provinz Tarragona, Spanien) ist eine Racing-Holzachterbahn des Herstellers Custom Coasters International, die am 17. März 1997 eröffnet wurde.
Die Bahnen besitzen einige Abfahrten und zwei Tunnel, wobei die beiden Schienen eine Zeit lang parallel verlaufen und einen anderen Teil einen unterschiedlichen Streckenverlauf besitzen. Auf der einen Strecke fährt ein blauer Zug während auf der anderen Strecke ein roter Zug fährt. Einen Teil des Geländes benutzt auch die Kinderholzachterbahn Tomahawk.

## Züge
Stampida besitzt Züge des Herstellers KumbaK mit jeweils sechs Wagen. In jedem Wagen können vier Personen (zwei Reihen à zwei Personen) Platz nehmen.